# Château ducal de Ruffo
Le château ducal de Ruffo (en italien : Castello ducale dei Ruffo, ou Castello Emmarita) est un ancien château construit à la demande du comte Roger de Sicile situé dans la commune de Bagnara Calabra (ville métropolitaine de Reggio de Calabre), en Calabre,.
Il subit de graves dommages dus au tremblement de terre de 1783, mais fut ensuite reconstruit sous la forme d'un palais. Le château accueille des manifestations artistiques et culturelles.

## Description
La structure extérieure présente une façade en briques apparentes, les ouvertures sont des fenêtres à meneaux ogivales avec des montants en pierre, des pierres de taille en tuf et en pierre de lave.
Auparavant, le château était entouré de deux rangs d'arbalétriers qui s'élevaient des parapets jusqu'aux créneaux, équipés de pièces d'artillerie, et autour desquels se trouvaient douze canons en bronze appelés « Les Douze Apôtres » avec une entrée équipée d'un pont-levis.
Curiosité
Le château est également accessible en traversant le pont en pierre de la Caravilla qu'il faut traverser trois fois pour le franchir à cause de la route qui traverse deux fois ses arches et mène à son sommet.

## Galerie

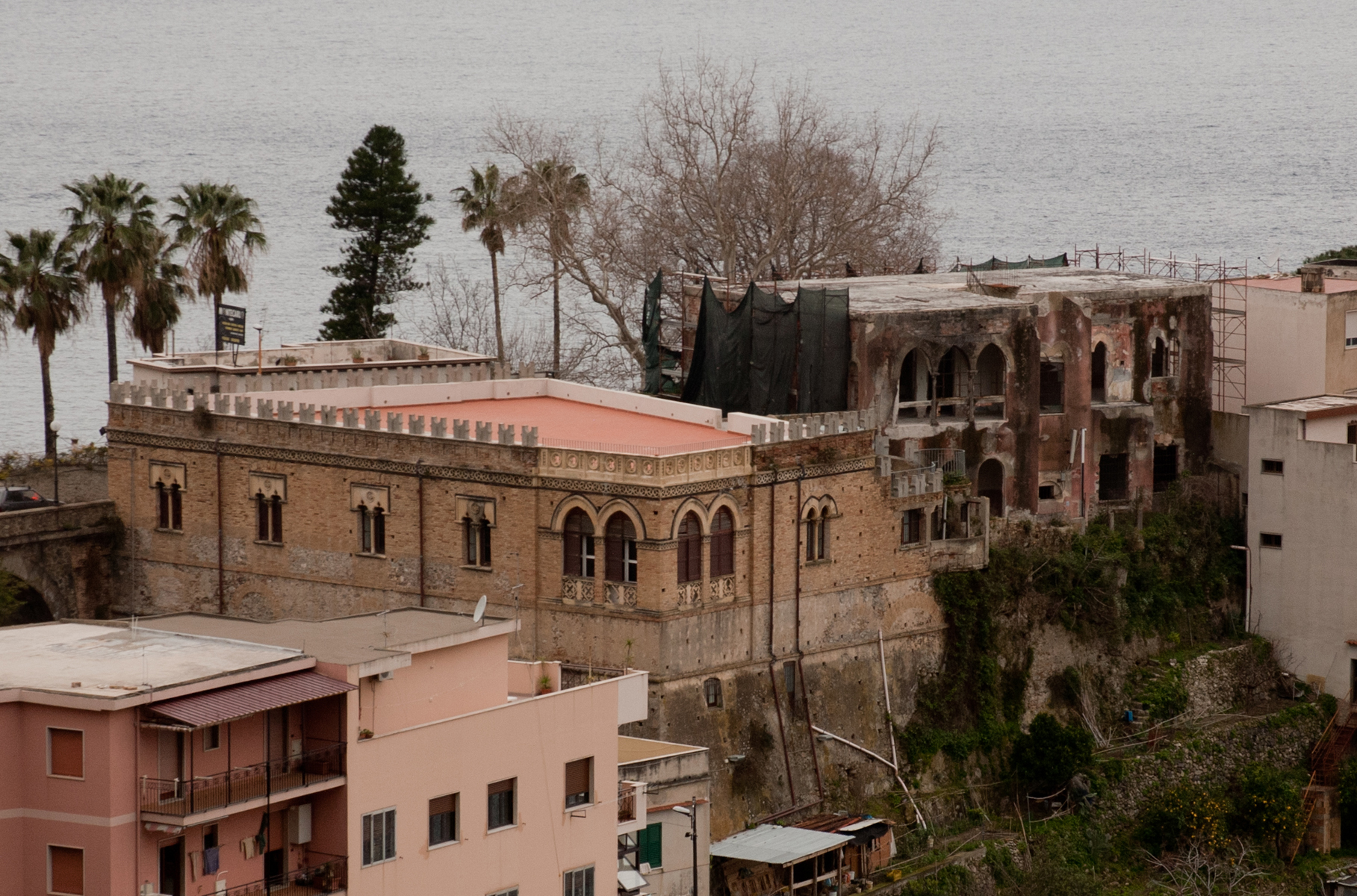
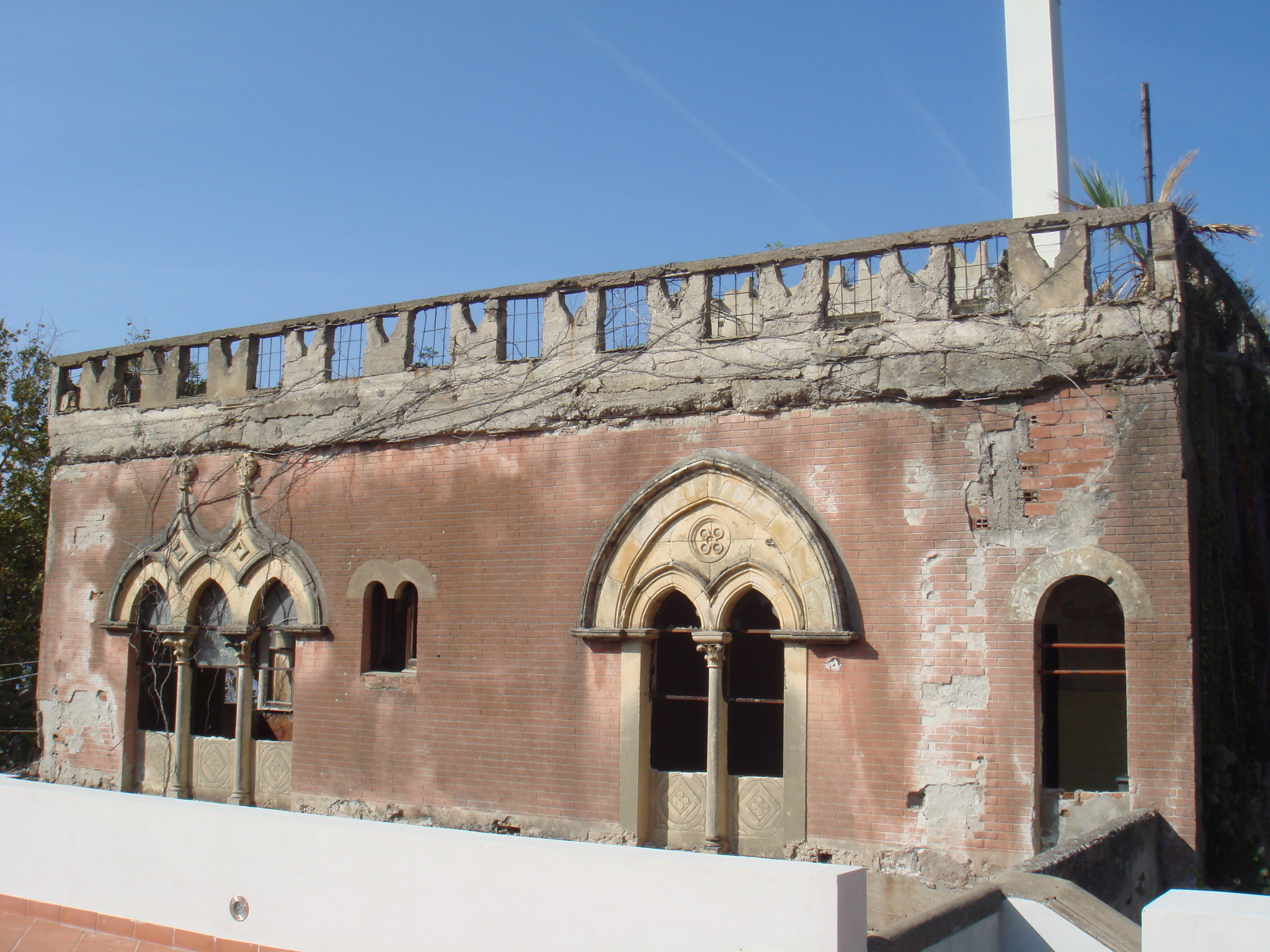